# Dolo Coker
Charles Mitchell Coker (Hartford (Connecticut), 16 november 1927 – Los Angeles, 13 april 1983) was een Amerikaanse jazzpianist van de modernjazz.

## Biografie
Coker studeerde muziek in Florence (South Carolina) en aan de Mather Academy in Camden (South Carolina). Hij werkte in 1946 bij Ben Webster, in 1955 bij Kenny Dorham. Van 1955 tot 1957 speelde hij met Sonny Stitt, daarna bij Gene Ammons en Lou Donaldson, Erskine Hawkins in 1959 en bij Ruth Brown, Clyde McPhatter, Philly Joe Jones en van 1960 tot 1961 bij Dexter Gordon. Tijdens deze periode werkte hij ook mee aan de albums Intensity en The Way It Was van Art Pepper. Vanaf 1961 leidde Coker in Los Angeles een trio. Tijdens de jaren 1970 en 1980 werkte hij o.a. met John Collins, Sonny Criss, Harry Sweets Edison, Lee Konitz, Sam Noto en Sahib Shihab.

## Overlijden
Dolo Coker overleed in april 1983 op 55-jarige leeftijd.

## Discografie
- 1959: Quincy Jones: Showcase (OJC)
- 1956-1960: Art Pepper: The Way It Was (OJC); Intensity (OJC, 1960)
- 1960: Dexter Gordon: The Resurgence of Dexter Gordon (OJC)
- 1961: Junior Cook: Junior´s Cookin'  (OJC)
- 1975: Sonny Criss: Crisscraft (Muse Records)